# His Private Secretary
His Private Secretary è un film del 1933 diretto da Phil Whitman.
È una commedia romantica statunitense con Evalyn Knapp, John Wayne e Reginald Barlow.

## Produzione
Il film, diretto da Phil Whitman su una sceneggiatura di Jack Natteford e Sam Katzman con il soggetto di Lewis D. Collins, fu prodotto da D.J. Mountan e Al Alt (supervisione alla produzione) per la Colam Pictures e la Screencraft Productions e la Showmen's Pictures e girato a New York.

## Distribuzione
Il film fu distribuito negli Stati Uniti dal 10 giugno 1933 al cinema dalla Marcy Pictures Corporation.